# Apseudes spectabilis
Apseudes spectabilis is een naaldkreeftjessoort uit de familie van de Apseudidae. De wetenschappelijke naam van de soort is voor het eerst geldig gepubliceerd in 1884 door Studer.